# Ploma de foc
Ploma de foc  (títol original en anglès: Flaming Feather) és un western de 1952 dirigit per Ray Enright, amb Sterling Hayden en el paper principal. Ha estat doblada al català.

## Argument[2]
Un misteriós malfactor anomenat "Sidewinder", és el líder fantasma d'una tribu d'indis Utah renegats, que té terroritzat a tot el territori d'Arizona el 1870. Quan el granger Tex McCloud troba incendiada la seva granja, promet trobar i matar Sidewinder. McCloud fa una aposta amb el cap de la tropa de Cavalleria, el tinent Tom Blaine, que serà el primer a desemmascarar Sidewinder.

## Repartiment
- Sterling Hayden: Tex McCloud
- Forrest Tucker: Tinent Tom Blaine
- Arleen Whelan: Carolina
- Barbara Rush: Nora Logan
- Victor Jory: Lucky Lee
- Richard Arlen: Eddie "Showdown" Calhoun
- Edgar Buchanan: Sergent O'Rourke
- Carol Thurston: Turquesa